# Mensa (organisatie)

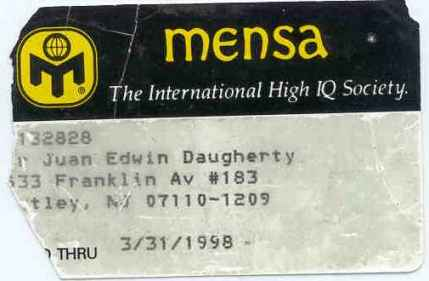
Gehavende Mensa-lidkaart

Mensa (Latijn voor 'tafel') is een internationale vereniging van en voor mensen die bij een IQ-test in de bovenste 2% van de bevolking scoren. Omdat de berekening van de IQ-score verschilt per test, wordt in de toelatingseis gebruikgemaakt van percentielscores. Om lid te kunnen worden van Mensa moet men aantonen dat men een IQ heeft in het 98e percentiel of daarboven. Om lid te worden kan een test worden afgelegd bij de vereniging. Ook kan men de resultaten van een door een erkende psycholoog afgenomen test overleggen.

## Doelstelling
Mensa werd op 1 oktober 1946 in Oxford opgericht door Roland Berril en dr. Lance L. Ware. Hun oorspronkelijke doel was het verenigen van hoogintelligente mensen uit verscheidene vakgebieden om een hypothetische rondetafeldiscussie op gang te brengen rond wereldvrede en andere maatschappelijke onderwerpen en mogelijke oplossingen voor daaraan gerelateerde problemen te bedenken. Enquêtes, volksonderzoeken en opiniemetingen waren een trend en Berrill en Ware dachten een goede ijkgroep te vormen, een soort denktank voor de overheid. Ook IQ-testen waren in opkomst en de uitslag van de IQ-test werd het selectiemiddel dat de heren kozen om de groep samen te stellen. De grens werd getrokken bij het 98e percentiel, oftewel bij personen van wie de score behoort tot de hoogste 2% van de bevolking.
Vereniging Mensa heeft anno 2016 ca. 120.000 leden wereldwijd. Vooral in Groot-Brittannië en de VS heeft het lidmaatschap status. Mensa duikt ook geregeld op in tv-series en films: in de Simpsons-aflevering "They Saved Lisa's Brain" wordt Lisa Simpson lid bijvoorbeeld. In sommige landen, zoals in Nederland en België, is het veel minder gebruikelijk openlijk uit te komen voor het lidmaatschap.
Mensa International vermeldt op de website een drieledige doelstelling:
"to identify and foster human intelligence for the benefit of humanity, to encourage research in the nature, characteristics and uses of intelligence, and to promote stimulating intellectual and social opportunities for its members."
In het Nederlands: "Mensa International heeft als doelen: intelligentie herkennen en bevorderen ten gunste van de mensheid; onderzoek bevorderen naar de aard, kenmerken en mogelijke toepassingen van intelligentie, en: voor de leden een stimulerende, intellectuele en sociale omgeving bevorderen." In de praktijk blijkt dat onderzoek (steunen) voor nationale verenigingen meestal geen actief doel is. In Nederland is hiertoe, vanuit de vereniging, het onafhankelijke Stichting Mensa Fonds opgericht.

## Doelen in de praktijk
Verenigingen Mensa Nederland en België behartigen de belangen van zeer intelligente mensen en zijn buiten een gezelligheidsvereniging ook een plek waar gelijkgestemden elkaar kunnen ontmoeten en ervaringen kunnen uitwisselen.
Een hoog IQ wordt vaak synoniem gesteld met hoogbegaafdheid, maar een IQ-test meet slechts het cognitief vermogen van een persoon. Critici zeggen zelfs dat een IQ-score slechts aangeeft hoe goed men een IQ-test kan maken. Zeer intelligente mensen worden ook wel HIQ genoemd, naar de Engelse aanduiding High-IQ. Veel leden van Verenigingen Mensa Nederland/België geven de voorkeur aan het 'HB' (van hoogbegaafd) of 'Mensaal'/'Mensaan'.
Mensa als vereniging neemt geen politieke of godsdienstige standpunten in. Wel behartigt ze de belangen van haar leden en verleent ze aan geïnteresseerden informatie over hoogbegaafdheid en het hebben van een hoog IQ. De vereniging kent wereldwijd vele groepen rond bepaalde thema's: SIG's (speciale interessegroepen), BIG's (besloten interessegroepen) en BGN's (beroepsgroepnetwerken).

## Vereniging Mensa Nederland en Mensa België
Vereniging Mensa werd oorspronkelijk in de jaren vijftig van de twintigste eeuw opgericht in België, als Mensa Benelux. Begin jaren zestig kregen de drie Benelux-landen elk een afzonderlijke afdeling. Mensa België heeft ongeveer 600 leden.
Vereniging Mensa Nederland is opgericht in 1963. Mensa had begin 2016 ruim 4500 leden in Nederland en behoort daarmee tot de grotere nationale Mensaverenigingen. Sindsdien neemt het ledenaantal echter wel af, waardoor Mensa Nederland krimpende is. In maart 2017 had Mensa Nederland nog 4314 leden. Zowel Mensa Nederland als Mensa België kent veel regionale en plaatselijke ontmoetingsmogelijkheden. Veel Mensaleden treffen elkaar tijdens 'borrels', maandelijkse bijeenkomsten in de regio, nemen deel aan spelletjesmiddagen of gaan naar lezingen. Ook ontmoet men elkaar tijdens culturele uitstappen, motorritten, bowling- en restaurantbezoeken. Om dit alles draaiend te houden heeft Mensa een groot aantal vrijwilligers. Sinds 2015 heeft Mensa België ook een jongerenafdeling, Mensa Youth. Deze is bedoeld voor kinderen en jongeren tot 25 jaar. Van zodra iemand 16 wordt kan hij/zij ook toetreden tot Mensa België zelf, en dus effectief lid zijn van beide verenigingen gedurende enkele jaren.

## Ontmoeting en herkenning vinden
De rol van ontmoetingsplaats voor zeer intelligente personen is mogelijk de belangrijkste rol van Mensa. De communicatie tussen HIQ's en mensen met een gemiddelde intelligentie kan moeilijk zijn, aangezien denkprocessen verschillend lopen. Hoogintelligenten slaan stappen over, denken in hogere abstractieniveaus, associëren meer en verder, waardoor anderen dit vaak moeilijk kunnen volgen. Er zijn veel Mensaleden die een doorsnee leven leiden, er zijn er die uitblinken in de samenleving en er zijn er die een solitair bestaan leiden zonder veel aansluiting in hun omgeving. Maar net zoals iedereen houden zij ook van sociaal contact met gelijkgestemde zielen.

## Europese ontmoetingen
De bij Mensa aangesloten landelijke verenigingen kennen regionale en nationale mogelijkheden voor ontmoeting. In de Verenigde Staten bijvoorbeeld kunnen lokale groepen in plaatsen, regio's en staten hun eigen plannen ontwikkelen en zo ontstaat een zekere diversiteit. Voorts vindt in de Verenigde Staten jaarlijks een bijeenkomst plaats voor alle Amerikaanse leden, de zogenaamde Annual Gathering. Deze duurt meestal vijf dagen en er is een uitgebreid programma van activiteiten en lezingen.
In Europa bestond eerst nog niet zo'n omvangrijk evenement. De afzonderlijke landen kennen een jaarlijkse landelijke bijeenkomst. Geïnspireerd door het voorbeeld van Amerika ontstond de wens in Europa supranationale evenementen te organiseren. In 2008 werd in Keulen de eerste Europese bijeenkomst, de European Mensa Annual Gathering (EMAG), gehouden in de zomer. De jaren erna waren de gaststeden Utrecht (2009), Praag (2010), Parijs (2011), Stockholm (2012), Bratislava (2013), Zürich (2014), Berlijn (2015), Krakau (2016), Barcelona (2017), Belgrado (2018), Gent (2019), Brno (2021), Straatsburg (2022), Rotterdam (2023), Boekarest (2024) en Cardiff (2025). In 2026 is de EMAG gepland in Podgorica.
De oud-en-nieuwviering in Duitsland is uitgegroeid tot een internationale bijeenkomst, die in Warschau voor het eerst plaatsvond (2014) onder de naam 'Silvensa', een samentrekking van het Duitse woord 'Silvester' en 'Mensa'. Erna volgden edities in Wenen (2015) en Maastricht (2016). Vanaf 2018 vindt de bijeenkomst plaats onder een nieuwe naam: Mensa Silvester (naar het Duitse woord voor oud en nieuw) en heeft eind 2018 in het Duitse Münster plaatsgevonden.